# Diego de Ordás

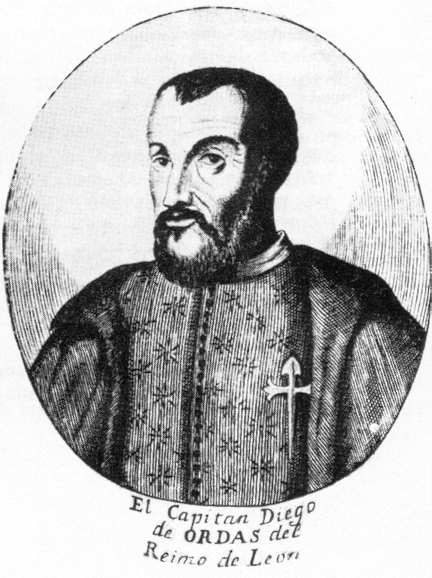
Diego de Ordás von Antonio de Herrera y Tordesillas

Diego de Ordás y Girón (* 1485 in Castroverde de Campos, Zamora; † 1532 auf dem Atlantik) war ein spanischer Konquistador. Als einer der ersten Europäer nahm er an der Erforschung Kolumbiens und Panamas teil.

## Einsatz in Neuspanien

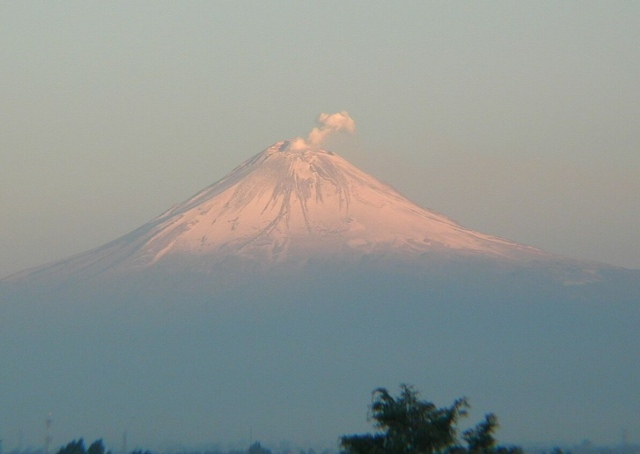
Ordás bestieg als erster Europäer den Vulkan Popocatépetl.

Im Jahre 1518 schloss er sich Hernán Cortés mit einem Schiff an und nahm aktiv an der Eroberung Neuspaniens teil. Wahrscheinlich wurde er von Diego Velázquez de Cuéllar dazu veranlasst. Denn zu dieser Zeit war er der Haushofmeister des Velázquez (Gouverneur von Kuba) und hatte möglicherweise die Aufgabe, Cortés zu überwachen. Am 25. März 1519 kämpfte er bei der Schlacht von Cintla, beim Fluss Grijalva in Tabasco, gegen die Mayakrieger. Als Cortés sich von seinen Männern zum Generalkapitän wählen ließ, legte Ordás formellen Einspruch ein und wurde in Ketten gelegt. Später ließ er sich überzeugen und folgte Cortés als treuer Gefolgsmann. Ordás bestieg als erster Europäer, in Begleitung von zwei Waffengefährten, den Popocatépetl. Dafür erlaubte Kaiser Karl V. ihm, einen feuerspeienden Vulkan in sein Wappen aufzunehmen. Als Diego Velázquez de Cuéllar 1520 eine Flotte mit einer Armee von 1200 Männern unter Pánfilo de Narváez nach Neuspanien schickte, um Cortés zu verhaften, kämpfte Ordás an der Seite von Cortés gegen Pánfilo de Narváez und seinen alten Dienstherrn.
Die Flucht aus Tenochtitlan und die Noche Triste überlebte er knapp. Er wurde mehrfach von aztekischen Kriegern verwundet. An der folgenden Belagerung und Eroberung Tenochtitlans nahm er im Rang eines Hauptmanns teil.
Diego de Ordás erforschte später die Provinz Oaxaca und befuhr den Coatzacoalcos-Fluss. Während Cortés Honduras eroberte, ging das Gerücht seines Todes in Neuspanien um. Ordás wollte sich selbst ein Bild machen, segelte nach Honduras und erfuhr dort Nachrichten, die das Gerücht anscheinend bestätigten. Damit segelte er zurück nach Neuspanien und brachte Cortés dadurch in arge Schwierigkeiten. Der Generalkapitän wurde für tot erklärt und sein Besitz verteilt.

## Spanien und Südamerika
Bei seinem letzten Aufenthalt in Spanien im Jahre 1529 wurde Ordás zum Gouverneur und Generalkapitän der „Provinz der Inseln im Rio Marañón“ ernannt, so der damalige Name des Rio Amazonas, den Vicente Yáñez Pinzón im Jahr 1500 entdeckt hatte. 1531 brach Ordás mit 450 Männern und 74 Pferden auf einer dreimastigen Nau und drei kleineren Karavellen nach Übersee auf. In einem Sturm wurde Ordás Schiff von den Karavellen getrennt und er erreichte auf seiner Nau mit 320 Mann und 27 Pferden auf 2 ½ Grad nördlicher Breite die Ostküste Südamerikas. Doch statt die Küstenlinie entlang nach Südosten zur am Äquator gelegenen Amazonasmündung zu fahren, nahm Ordás Kurs nach Nordwesten und entfernte sich dadurch von seiner Provinz. Nahe der Mündung des Rio Orinoko stieß er auf ein von Spaniern bemanntes Fort. Antonio Sedeño, Gouverneur der „Provinz der Insel Trinidad“, die gegenüber der Orinoko-Mündung liegt, hatte dort 35 Mann unter dem Kommando eines gewissen Joan Gonzalez zurückgelassen. Ordás überfiel das Fort und nahm die Besatzung gefangen. Dann erhielt er von den Indianern an der Mündung des Orinoko die Information, dass sich im Landesinneren, den Orinoko hinauf, goldreiche Länder befänden. Ordás hielt die Informationen für wahr. Er ließ die Masten und die hohen Aufbauten seiner Nau entfernen und stattdessen mit langen Rudern versehen, um sie leichter zu machen und im Fluss manövrieren zu können. Zusammen mit einer inzwischen hinzugekommenen Karavelle und einigen kleineren, vor Ort gezimmerten Schiffen fuhr Ordás mit 270 seiner Männer 200 Leguas den Orinoko hinauf, also etwa 1100 Kilometer.
In der Nähe eines Nebenflusses des Orinoko, dem Rio Meta, erhielten die Konquistadoren detaillierte Informationen über eine „Provinz, die Meta genannt wird“ und die nach Informationen der Indios über alle Maßen reich an Gold sei. Dieses „Gold-Reich“ läge weiter im Landesinneren und sei über den Rio Meta zu erreichen. Im Gegensatz zum Chronisten Fernández de Oviedo, der nur von einem Goldland spricht, berichten die Chronisten Juan de Castellanos und Pedro de Aguado, dass Ordás von der Existenz von zwei Gold-Reichen erfahren habe. Das zweite, noch reichere Land, läge weiter südlich und sei offenbar über einen anderen Nebenfluss des Orinoko zu erreichen, mit dem wahrscheinlich der Rio Guaviare gemeint war. Den Weg zum zweiten Goldreich konnten die Konquistadoren jedoch nicht weiterverfolgen, weil sie einige Meilen von der Mündung des Rio Meta flussaufwärts von den Wasserfällen von Atures aufgehalten wurden, die für die Schiffe ein unüberwindliches Hindernis darstellten. Ordás kehrte wieder um und fuhr im Dezember 1531 mit der Karavelle und den anderen Schiffen den Rio Meta hinauf. Die mastlose Nau ließ er wegen ihres zu großen Tiefgangs zurück. Weil sich die Konquistadoren in der Trockenzeit befanden, sanken die Pegel des Meta ständig, so dass die Männer auch die kleineren Schiffe verlassen und hinter sich durchs Wasser ziehen mussten. Nach 50 Tagen auf dem Rio Meta, in denen sie vermutlich bis ins Gebiet der Llanos Orientales, der venezolanisch-kolumbianischen Graslandsavanne kamen, kehrten sie erschöpft um. 80 der 270 Männer Ordás überlebten die Strapazen der Fahrt nicht. Ordás beschloss, die an der Nordküste Südamerikas gelegene Siedlung Cumaná aufzusuchen und von dort auf dem Landweg nach der – oder den – Gold-Provinzen zu suchen. Doch in Cumaná kündigten Ordás, der sich durch willkürliche Grausamkeiten gegen seine Landsleute und Gräueltaten gegen die indianische Bevölkerung unbeliebt gemacht hatte, fast alle Männer seines Heeres die Gefolgschaft auf. Diego de Ordás begab sich daraufhin nach Santo Domingo, wo er vom Appellationsgericht Unterstützung gegen seine meuternden Männer verlangte, allerdings vergeblich.

## Tod und Bedeutung für die Ära der Konquista Amerikas
Nach der Abweisung durch das Appellationsgericht trat er eine Fahrt nach Spanien an, um der Krone seine Klagen vorzutragen. Auf hoher See verstarb er im gleichen Jahr 1532 am Fieber oder durch Gift. Sein Leichnam wurde auf See bestattet. Ordás war der erste Konquistador, der konkreten Hinweisen auf goldreiche indianische Staaten im Inneren des südamerikanischen Kontinents nachging. Eines der zwei von ihm anvisierten Goldländer wurde nach 1538 unter dem Namen El Dorado gesucht.